# Campeonato Maranhense de Futebol de 1932
O Campeonato Maranhense de Futebol de 1932 foi a 13º edição da divisão principal do campeonato estadual do Maranhão. O campeão foi o Tupan que conquistou seu 1º título na história da competição. O artilheiro do campeonato foi Antenor, jogador do América, com 8 gols marcados.

## Premiação
| Campeonato Maranhense de 1932 |
| São Luís                      |
| ----------------------------- |
| Tupan Campeão (1º título)     |